# Kvalifikace na Mistrovství světa ve fotbale 2022 – Mezikontinentální baráže
Mezikontinentální baráže kvalifikace na mistrovství světa ve fotbale 2022 určily zbylé dva účastníky finálového turnaje.

## Formát
Mezikontinentálních baráží se zúčastnila čtveřice týmů:
| Konfederace | Umístění                   | Tým         |
| ----------- | -------------------------- | ----------- |
| AFC         | Vítěz baráže o 5. místo    | Austrálie   |
| CONCACAF    | Tým na 4. místě třetí fáze | Kostarika   |
| CONMEBOL    | Tým na 5. místě            | Peru        |
| OFC         | Tým na 1. místě druhé fáze | Nový Zéland |

Tyto čtyři týmy byly na hlavním losu kvalifikace konaném dne 26. listopadu 2021 v Curychu rozlosovány do dvojic, ve kterých se v 13. a 14. června 2022 utkaly systémem doma a venku o zbylá dvě místa na MS 2022. Ze dvojice postoupil tým s lepším sečteným skóre. V případě rovnosti rozhodovalo pravidlo venkovních gólů. Pokud ani to nerozhodlo, následovalo prodloužení, případně penaltový rozstřel.

## Zápasy

### AFC vs. CONMEBOL
| 13. června 2022 21:00 UTC+3 |             |      |                                                                  |
| Austrálie                   | 0:0 (5:4pp) | Peru | Stadion Ahmada bin Alího, Al Raján Katar rozhodčí: Slavko Vinčić |
|                             |             |      | Stadion Ahmada bin Alího, Al Raján Katar rozhodčí: Slavko Vinčić |

|                                           |       | Penaltový rozstřel                             |  |
| Boyle Mooy Goodwin Hrustic Maclaren Mabil | 5 : 4 | Lapadula Callens Advíncula Tapia Flores Valera |  |

### CONCACAF vs. OFC
| 14. června 2022 21:00 UTC+3 |     |             |                                                                                                   |
| Kostarika                   | 1:0 | Nový Zéland | Stadion Ahmada bin Alího, Al Raján Katar diváci: 10 803 rozhodčí: Mohammed Abdulla Hassan Mohamed |
| Campbell 3'                 |     |             | Stadion Ahmada bin Alího, Al Raján Katar diváci: 10 803 rozhodčí: Mohammed Abdulla Hassan Mohamed |